# Prisioneiros do Poder
Prisioneiros do Poder (Обитаемый остров no original em russo, transliterado como Obitaemyy ostrov) é um romance de ficção científica escrito pelos irmãos Arcady Strugatsky e Boris Strugatsky, e publicado em Portugal pela Colecção Argonauta com o número 307/8.

## Sinopse
Uma nave da Terra faz um pouso de emergência num planeta remoto e inexplorado. A bordo, um único ocupante: o jovem idealista Maxim Kammerer. Maxim sai para ver o que derrubou a sua nave e acaba descobrindo que foi parar no rescaldo de uma guerra nuclear - e também que sua vida daí por diante não valerá nem um centavo. O livro está dividido em duas partes. Maxim e seu universo literário voltaram a estar presentes em outras obras dos irmãos Strugatsky, como The Time Wanderers.

## Filmografia
O livro deu origem a um filme, Обитаемый остров no original em russo, (The Inhabited Island, em língua inglesa) teve sua primeira parte lançada na Rússia, em 18 dezembro de 2008. A segunda tem lançamento previsto para Abril de 2009.